# Waffelprägung
Als Waffelprägung bezeichnet man allgemein eine vielfach eingebrachte Umformung (Vertiefung).
Diese Prägung wird überwiegend maschinell hergestellt. Von einer Waffelprägung spricht man der Optik wegen.
Fachsprache der Berufe:
- bei Blechen: bleibendes, kaltes Richten zur Verbesserung der Ebenheit und Steifigkeit
- bei Papier: Erhöhung des Volumenfaktors (Saugfähigkeit bei Wischpapier).

Das Ergebnis kann gute optische Wirkungen erzielen, das Verfahren wird jedoch vornehmlich mit technischem Hintergrund eingesetzt.
Die klassische Waffelprägung zum Richten von technischen Blechteilen sieht aus, als hätte man das Blech zwischen zwei Nagelbretter in eine Presse gelegt. Und tatsächlich bewirken viele kleine Spitzen in einer Presse mit mehreren Tonnen Schließkraft diesen Effekt.